# جانگ یونگ شیل (مجموعه تلویزیونی)
جانگ یونگ شیل (به کره‌ای: 장영실)(به انگلیسی: Jang Young Shil) نام یک مجموعه تلویزیونی بر پایه زندگی جانگ یونگ شیل محقق، مخترع و دانشمند سلسله چوسان است. این مجموعه تلویزیونی از ۲ ژانویه ۲۰۱۶ پخش خود را از شبکه کی‌بی‌اس کره جنوبی آغاز کرد.

## خلاصهٔ داستان
جانگ یونگ شیل به عنوان فردی با سطح اجتماعی پایین متولد می‌شود. شاه سجونگ متوجه توانایی‌های وی شده و او را وارد قصر می‌کند و فرصتی را برای ارائه توانایی‌هایش به او می‌دهد. جانگ یونگ شیل نیز موفق به ساخت ابزار نجومی، چاپ توسط آهن و ساعت آبی می‌شود.

## در ایران
این سریال در ایران دوبله شده است و در نمایش خانگی پخش شده است اما همچنان تلویزیون برنامه ای برای پخش آن ندارد.

## بازیگران
بازیگران اصلی
- سونگ ایل گوک در نقش جانگ یونگ شیل
- پارک سون یونگ در نقش شاهزاده خانم سوهیون
- کیم سانگ کیونگ در نقش شاه سجونگ
- کیم یونگ چول در نقش تائه جو

سایر بازیگران
- جانگ هان یونگ در نقش هوانگ‌هایی
- کیم دو هیون در نقش لی چون
- سان بیونگ هون در نقش‌ها یئون
- کیم بیونک گی در نقش مائنگ سا سونگ
- ایم هیوک در نقش یو تک سانگ
- لی جین هون در نقش جانگ هی جه
- کیم میونگ سو در نقش جانگ سانگ هوای
- گانگ سونگ جین در نقش سوک جو
- ایم دونگ جین در نقش جو تائه کانگ

## درصد بیننده ها
| قسمت    | تاریخ پخش  | در TNmS   | در TNmS | در AGB    | در AGB |
| قسمت    | تاریخ پخش  | تمام کشور | سئول    | تمام کشور | سئول   |
| ------- | ---------- | --------- | ------- | --------- | ------ |
| ۱       | ۲۰۱۶/۰۱/۰۲ | 8.5%      | ۸٫۷٪    | ۱۱٫۶٪     | ۱۱٫۵٪  |
| ۲       | ۲۰۱۶/۰۱/۰۳ | ۸٫۶٪      | ۸٫۴٪    | ۱۱٫۵٪     | ۱۲٫۳٪  |
| ۳       | ۲۰۱۶/۰۱/۰۹ | ۹٫۶٪      | ۸٫۶٪    | ۱۰٫۲٪     | ۱۰٫۴٪  |
| ۴       | ۲۰۱۶/۰۱/۱۰ | ۹٫۰٪      | ۹٫۲٪    | ۱۱٫۳٪     | ۱۲٫۳٪  |
| ۵       | ۲۰۱۶/۰۱/۱۶ | ۹٫۸٪      | ۹٫۳٪    | 10.1%     | ۱۰٫۱٪  |
| ۶       | ۲۰۱۶/۰۱/۱۷ | ۱۰٫۰٪     | ۹٫۹٪    | ۱۲٫۲٪     | ۱۲٫۹٪  |
| ۷       | ۲۰۱۶/۰۱/۲۳ | ۱۲٫۲٪     | 11.3%   | 14.1%     | ۱۴٫۲٪  |
| ۸       | ۲۰۱۶/۰۱/۲۴ | 12.4%     | ۱۰٫۸٪   | 14.1%     | 15.1%  |
| ۹       | ۲۰۱۶/۰۱/۳۰ | ۱۰٫۷٪     | ۹٫۳٪    | ۱۲٫۲٪     | ۱۲٫۵٪  |
| ۱۰      | ۲۰۱۶/۰۱/۳۱ | ۱۰٫۴٪     | ۱۰٫۰٪   | ۱۳٫۴٪     | ۱۳٫۵٪  |
| ۱۱      | ۲۰۱۶/۰۲/۰۶ | ۹٫۹٪      | ۹٫۵٪    | ۱۱٫۹٪     | ۱۲٫۵٪  |
| ۱۲      | ۲۰۱۶/۰۲/۱۳ | ۹٫۲٪      | ۸٫۲٪    | ۱۰٫۹٪     | ۱۱٫۸٪  |
| ۱۳      | ۲۰۱۶/۰۲/۱۴ | ۹٫۱٪      | ۸٫۵٪    | ۱۰٫۳٪     | ۱۰٫۳٪  |
| ۱۴      | ۲۰۱۶/۰۲/۲۰ | ۹٫۰٪      | ۹٫۵٪    | ۱۱٫۰٪     | ۱۱٫۱٪  |
| ۱۵      | ۲۰۱۶/۰۲/۲۱ | ۹٫۲٪      | ۸٫۴٪    | ۱۱٫۷٪     | ۱۱٫۶٪  |
| ۱۶      | ۲۰۱۶/۰۲/۲۷ | ۸٫۸٪      | ۸٫۳٪    | ۱۰٫۸٪     | ۱۰٫۸٪  |
| ۱۷      | ۲۰۱۶/۰۲/۲۸ | ۹٫۶٪      | ۹٫۳٪    | ۱۱٫۷٪     | ۱۱٫۶٪  |
| ۱۸      | ۲۰۱۶/۰۳/۰۵ | ۱۰٫۵٪     | ۱۰٫۱٪   | ۱۱٫۵٪     | ۱۲٫۱٪  |
| ۱۹      | ۲۰۱۶/۰۳/۰۶ | ۹٫۷٪      | ۸٫۲٪    | ۱۱٫۸٪     | ۱۱٫۶٪  |
| ۲۰      | ۲۰۱۶/۰۳/۱۲ | ۹٫۴٪      | ۸٫۴٪    | ۱۰٫۴٪     | ۱۰٫۱٪  |
| ۲۱      | ۲۰۱۶/۰۳/۱۳ | ۱۰٫۱٪     | ۸٫۲٪    | ۱۲٫۰٪     | ۱۲٫۲٪  |
| ۲۲      | ۲۰۱۶/۰۳/۱۹ | ۹٫۵٪      | ۸٫۲٪    | ۱۰٫۴٪     | 10.0%  |
| ۲۳      | ۲۰۱۶/۰۳/۲۰ | ۱۰٫۵٪     | ۹٫۸٪    | ۱۱٫۹٪     | ۱۱٫۹٪  |
| ۲۴      | ۲۰۱۶/۰۳/۲۶ | ۹٫۴٪      | 8.0%    | ۱۰٫۲٪     | ۱۰٫۲٪  |
| میانگین | میانگین    | 9.80%     | 9.09%   | 11.55%    | 11.78% |